# FCIP
پروتکل Fiber Channel Over IP که به اختصار FCIP یا FC/IP نامیده می‌شود (البته این پروتکل را Fibre Channel Tunneling یا Storage Tunneling نیز می‌نامند) یک پروتکل اینترنتی بر پایه IP می‌باشد که در تکنولوژی شبکه ذخیره‌سازی ایفای نقش می‌کند. مکانیزم کار این پروتکل به این صورت است که اطلاعات en:Fibre Channel را از طریق تونل کردن دیتا میان شبکه SAN بر روی شبکه IP ارسال می‌کند و این ظرفیت بالا قابلیت به اشتراک گذاری داده‌ها در فاصله‌های طولانی را میسر می‌سازد. یکی از دو مزیت اصلی در انتقال اطلاعات از طریق پروتکل FCIP این است که این پروتکل بسیار آسان تر از پروتکل‌های ارتباطی SAN راه اندازی می‌شود و به مراتب سرعت و قابلیت‌های بیشتری به نسبت SAN دارد.